# Mariona Caldentey
Maria Francesca "Mariona" Caldentey Oliver, född den 19 mars 1996 i  Felanitx, är en spansk fotbollsspelare.

## Karriär
Mariona Caldentey inledde sin seniorkarriär i Collerense år 2011. 2014 kontrakterades hon av FC Barcelona. Där spelade hon till 2024 då hon flyttade till Arsenal. Hon har även representerat den spanska damlandslaget där hon debuterade år 2017. Hon ingick i det spanska lag som tog guld i VM 2023.